# Ana e Malit
Ana e Malit es un antiguo municipio albanés del condado de Shkodër. Se encuentra situado en el norte del país y desde 2015 está constituido como una unidad administrativa del municipio de Shkodër. En 2011, el territorio de la actual unidad administrativa tenía 3858 habitantes.
Comprende un área rural montañosa al suroeste de la capital condal Shkodër. La unidad administrativa es fronteriza con Montenegro.

## Asentamientos
La unidad administrativa de  Ana e Malit incluye once localidades:
| - Oblike - Babot - Muriqan - Shtuf - Dramosh | - Oblike e Siperme - Obot - Vallas - Velinaj - Vidhgar |